# Lamprops sarsi
Lamprops sarsi är en kräftdjursart som beskrevs av Alexander Nikolaevich Derzhavin 1926. Lamprops sarsi ingår i släktet Lamprops och familjen Lampropidae. Inga underarter finns listade i Catalogue of Life.